# Praecipitatio
praecipitatio (pra) (łac. zrzucanie, spadanie, runięcie z czegoś) – opad deszczu, gradu, śniegu, słupków lodowych itp. o różnym natężeniu, docierający do powierzchni ziemi. Praecipitatio towarzyszy takim chmurom, jak:
- Altocumulus
- Cumulonimbus
- Cumulus
- Nimbostratus
- Stratocumulus
- Stratus[1]